# Šabtaj ben Josef
Šabtaj ben Josef, německy též Sabbatai Ben Josef, zvaný také Josef Pražský / Josef von Prag, Bass nebo Mešorer (1641, Kališ – 21. července 1718, Krotošín) byl židovský spisovatel, učenec, bibliograf a vydavatel, činný v Polsku, Čechách, Holandsku a ve Slezsku.

## Dílo (výběr)
- Bor Moše („Mojžíšův pramen“) s jidiš gramatikou, Amsterdam 1669
- Komentář k Siftej hakamim („Ústa učených“), Amsterdam 1680
- Siftej jašanim („Ústa spánku“) rozsáhlá bibliografie židovské náboženské literatury, Amsterdam 1680
- Masechet Derech Erec („Dobrá výchova“), Amsterdam 1680